# Новый рассвет (телесериал)
Новый рассвет (исп. Nuevo amanecer) — мексиканская 75-серийная мелодрама 1988 года телекомпании Televisa.

## Сюжет
Лаура Тревиньо — зрелая и застенчивая женщина, страдающая из-за жестокого обращения к ней её родной матери Елены. Лаура работает учительницей в средней школе, в детстве стала жертвой изнасилования, совершённого её отчимом, которое нанесло ей непоправимый психологический вред. После смерти родной матери, Лаура становится единственной наследницей. Живет вместе со своей близкой подругой и коллегой Нормой. Однажды, отправившись в путешествие, Лаура встретила мужчину своей мечты — Херардо. Чтобы построить новые отношения с понравившимся ей мужчиной, ей нужно навсегда освободиться от оков старой психологической травмы. В итоге, преодолев все препятствия, Лаура и Херардо венчаются.

## Создатели сериала

### В ролях
1. Жаклин Андере (Jacqueline Andere)
... Лаура
2. Педро Армендарис мл. (Pedro Armendáriz Jr.)
... Херардо
3. Бланка Герра (Blanca Guerra)
... Норма
4. Сальма Хайек (Salma Hayek)
... Фабиола
5. Даниэла Кастро (Daniela Castro)
... Патрисия
6. Арасели Агилар (Araceli Aguilar)
... Ампаро
7. Гильермо Агилар (Guillermo Aguilar)
... Хавьер
8. Роберто Антунес (Roberto Antunez)
... Арнульфо
9. Рауль Араиса (Raúl Araiza)
... Эстебан
10. Долорес Беристайн (Dolores Beristáin)
... Адела
11. Грасиэла Бернардос (Graciela Bernardos)
... Кора
12. Грасиэла Доринг (Graciela Doring)
... Бенита
13. Умберто Элисондо (Humberto Elizondo)
... Анибаль
14. Клаудия Фернандез (Claudia Fernández)
... Хина
15. Марко Эрнан (Marco Hernán)
... Анхель
16. Энрике Идальго (Enrique Hidalgo)
... доктор Фабиолы
17. Херардо (Gerardo)
... Мануэль
18. Норма Ласарено (Norma Lazareno)
... Мариса Басулто
19. Эдуардо Линьян (Eduardo Liñán)
... Фелипе
20. Маристель Абросси (Marystell Molina)
... Нуевес
21. Алехандра Моралес (Alejandra Morales)
... Эрнестина
22. Мануэль Охеда (Manuel Ojeda)
... Самуэль
23. Фабио Рамирес (Fabio Ramírez)
...
24. Ребека Сильва (Rebeca Silva)
... Диана
25. Эктор Суарес Гомис-младший (Héctor Suárez Gomiz)
... Паво
26. Фавиола Эленка Тапия (Faviola Elenka Tapia)
... Лаура Тревиньо (в детстве)
27. Оскар Травен (Oscar Traven)
... Том Шелдан
28. Флор Трухильо (Flor Trujillo)
... Элисабет Шелдан
29. Хильберто Трухильо (Gilberto Trujillo)
... Луис
30. Тереса Веласкес (Teresa Velázquez)
... Гладис Антония
31. Рита Маседо (Rita Macedo)
... Елена

### Административная группа

#### Либретто
- оригинальный текст — Кармен Даниэльс.
- либретто, сценарий и телевизионная версия — Фернанда Вильелли, Тере Медина.

#### Режиссура
- режиссёр-постановщик — Альфредо Гуррола.

#### Продюсеры
- исполнительный продюсер — Эрнесто Алонсо.

## Награды и премии

### TVyNovelas
Телесериал победил в 3 номинациях из 3 возможных:
- Лучшей актрисой признана Жаклин Андере.
- Лучшими дебютантами признаны Даниэла Кастро и Сальма Хайек.